# Хоппер, Хью
Хью Хоппер (англ. Hugh Colin Hopper; 29 апреля 1945, Кентербери, Кент — 7 июня 2009) — британский бас-гитарист в стиле прогрессивный рок и джаз-рок. Хоппер был видным представителем Кентерберийской сцены, членом Soft Machine и некоторых других групп этого направления.

## Биография
Хоппер начал музыкальную карьеру в 1963 году как басист The Daevid Allen Trio, игравшей музыку в широком диапазоне от фри-джаза до ритм-н-блюза.
В 1964 году вместе со своим братом Брайаном Хоппером, Робертом Уайеттом, Кевином Эйерсом и Ричардом Синклером он сформировал группу The Wilde Flowers. Хотя группа не выпустила ни одного альбома в период своего существования (сборник вышел лишь 30 лет спустя), The Wilde Flowers с полным правом считаются основателями Кентерберийской сцены. Музыкантами The Wilde Flowers были сформированы две наиболее значимые группы этого направления — Soft Machine и Caravan.
В Soft Machine Хоппер первоначально исполнял роль менеджера, однако уже для первого альбома написал часть музыки и записал партию баса на одном из треков. В 1969 году он стал басистом группы на постоянной основе, приняв участие в записи второго альбома группы Volume Two. Хоппер работал в Soft Machine до 1973 года в качестве басиста и автора многих композиций группы. В этот период Soft Machine прошла эволюцию от психоделического попа до инструментального джаз-рока.
В 1972 году, незадолго до ухода из Soft Machine, Хоппер записал первый альбом под собственным именем, названный 1984 (по роману Джорджа Оруэлла). Эта откровенно некоммерческая работа содержала длинные сольные импровизации с записанными на пленку лупами, а также несколько коротких композиций с участием группы.
После ухода из Soft Machine и до конца 1970-х годов Хоппер работал с такими группами, как East Wind, Isotope, Gilgamesh и Carla Bley Band.
Хоппер также участвовал в коллективной записи вместе с бывшим саксофонистом Soft Machine Элтоном Дином, джазовым пианистом Китом Типпеттом и барабанщиком Джо Гэлливэном. Также Хоппер играл в группе Soft Heap вместе с музыкантами Кентерберийской сцены — клавишником Аланом Гоуэном и барабанщиком Пипом Пайлом.
В середине 1980-х годов после некоторого перерыва Хоппер играл в нескольких группа, включая Equipe Out Пипа Пайла и In Cahoots Фила Миллера.
В дальнейшем Хоппер сотрудничал с некоторыми менее известными джаз- и рок-группами. Эксперименты с компьютерными технологиями привели к выпуску Jazzloops (2002).
В 1990—2000-е годы Хоппер неоднократно возвращался к наследию Soft Machine. В 1998 году он гастролировал с французской джаз-группой Polysons, исполняя классические композиции Soft Machine. Группа вновь собралась в 2002-03 годах под названием Polysoft, записав концертный альбом Tribute To Soft Machine.
В 2002-04 годах Хоппер, Дин и ещё два бывших члена Soft Machine барабанщик Джон Маршалл и гитарист Аллан Холдсворт гастролировали и записывались под названием SoftWorks. Затем, сменив Холдсворта на другого бывшего гитариста Soft Machine Джона Эттериджа группа гастролировала под названием Soft Machine Legacy. Группа выпустила два концертных альбома — Live in Zaandam (2005) и New Morning – The Paris Concert (2005), а также студийный альбом Soft Machine Legacy (2006). В 2007 году Soft Machine Legacy записала альбом Steam.
В 2008 году у Хоппера диагностировали лейкемию, после чего он отошёл от активной деятельности. 5 июня 2009 года Хоппер умер и был похоронен по буддийскому обряду.

## Дискография

### В составе Soft Machine
- 1968: The Soft Machine
- 1969: Volume Two
- 1970: Third
- 1971: Fourth
- 1972: Fifth
- 1973: Six

### В составе других групп
- 1965: The Wilde Flowers (выпущен в 1994)
- 1969: Syd Barrett: The Madcap Laughs (два трека)
- 1969: Kevin Ayers: Joy of a Toy
- 1973: Stomu Yamashta’s East Wind: Freedom Is Frightening
- 1974: Robert Wyatt: Rock Bottom
- 1974: Stomu Yamashta: One by One
- 1975: Isotope: Illusion
- 1976: Isotope: Deep End
- 1978: Carla Bley Band: European Tour 1977
- 1978: Gilgamesh: Another Fine Tune You’ve Got Me Into
- 1985: In Cahoots: Cutting Both Ways
- 1985: Pip Pyle: L’Equipe Out
- 1986: Patrice Meyer: Dromedaire viennois
- 1986 : Anaid: Vetue De Noir
- 1989: Anaid: Belladonna
- 1989: In Cahoots: Live 86-89
- 1991: Lindsay Cooper: Oh Moscow
- 2003: Soft Works: Abracadabra
- 2003: Polysoft: Tribute to Soft Machine
- 2004: Brian Hopper: If Ever I Am
- 2005: Soft Machine Legacy: Live in Zaandam
- 2006: Soft Machine Legacy: Soft Machine Legacy
- 2007: Soft Machine Legacy: Steam

### Сольные и коллективные работы с другими музыкантами
- 1973: 1984 (с Паем Хастингсом, Лолом Коксхиллом, Ником Эвансом, Джоном Маршаллом и другими)
- 1976: Cruel But Fair (с Элтоном Дином, Китом Типпеттом и Джо Гэлливэном)
- 1977: Hopper Tunity Box (с Элтоном Дином, Марком Чаригом, Дейвом Стюартом, Майком Тревисом и другими)
- 1978: Soft Head — Rogue Element (с Элтоном Дином, Аланом Гоуэном и Дейвом Шином)
- 1979: Soft Heap (с Элтоном Дином, Аланом Гоуэном и Пипом Пайлом)
- 1980: Two Rainbows Daily (с Аланом Гоуэном)
- 1985: Mercy Dash (с Элтоном Дином, Китом Типпеттом и Джо Гэлливэном)